# St. Louis Film Critics Association Awards 2005
La premiazione per la  2ª edizione St. Louis Film Critics Association Awards  si è tenuta l'8 gennaio 2006.

## Vincitori e candidati

### Miglior film
- I segreti di Brokeback Mountain (Brokeback Mountain), regia di Ang Lee
- Truman Capote - A sangue freddo (Capote), regia di Bennett Miller
- Cinderella Man - Una ragione per lottare (Cinderella Man), regia di Ron Howard
- The Constant Gardener - La cospirazione (The Constant Gardener), regia di Fernando Meirelles
- Good Night, and Good Luck., regia di George Clooney
- Match Point, regia di Woody Allen
- Lady Henderson presenta (Mrs Henderson Presents), regia di Stephen Frears
- Syriana, regia di Stephen Gaghan

### Miglior attore
- Heath Ledger - I segreti di Brokeback Mountain (Brokeback Mountain)
- Pierce Brosnan - The Matador
- Russell Crowe - Cinderella Man - Una ragione per lottare (Cinderella Man)
- Ralph Fiennes - The Constant Gardener - La cospirazione (The Constant Gardener)
- Philip Seymour Hoffman - Truman Capote - A sangue freddo (Capote)
- Cillian Murphy - Breakfast on Pluto
- Joaquin Phoenix - Quando l'amore brucia l'anima - Walk the Line (Walk the Line)
- David Strathairn - Good Night, and Good Luck.

### Miglior attore non protagonista
- George Clooney - Syriana
- George Clooney - Good Night, and Good Luck.
- Paul Giamatti - Cinderella Man - Una ragione per lottare (Cinderella Man)
- Jake Gyllenhaal - I segreti di Brokeback Mountain (Brokeback Mountain)
- Bob Hoskins - Lady Henderson presenta (Mrs Henderson Presents)
- Greg Kinnear - The Matador
- Oliver Platt - Casanova
- Mickey Rourke - Sin City

### Miglior attrice
- Judi Dench - Lady Henderson presenta (Mrs Henderson Presents)
- Claire Danes - Shopgirl
- Felicity Huffman - Transamerica
- Keira Knightley - Orgoglio e pregiudizio (Pride & Prejudice)
- Laura Linney - Il calamaro e la balena (The Squid and the Whale)
- Gwyneth Paltrow - Proof - La prova (Proof)
- Charlize Theron - North Country - Storia di Josey (North Country)
- Reese Witherspoon - Quando l'amore brucia l'anima - Walk the Line (Walk the Line)

### Miglior attrice non protagonista
- Rachel Weisz - The Constant Gardener - La cospirazione (The Constant Gardener)
- Amy Adams - Junebug
- Catherine Keener - Truman Capote - A sangue freddo (capote)
- Shirley MacLaine - In Her Shoes - Se fossi lei
- Frances McDormand - North Country - Storia di Josey (North Country)
- Sharon Wilkins - Palindromes
- Michelle Williams - I segreti di Brokeback Mountain (Brokeback Mountain)
- Renée Zellweger - Cinderella Man - Una ragione per lottare (Cinderella Man)

### Miglior regista
- Ang Lee - I segreti di Brokeback Mountain (Brokeback Mountain)
- Woody Allen - Match Point
- George Clooney - Good Night, and Good Luck.
- David Cronenberg - A History of Violence
- Peter Jackson - King Kong
- Fernando Meirelles - The Constant Gardener - La cospirazione (The Constant Gardener)
- Frank Miller e Robert Rodriguez - Sin City
- Steven Spielberg - Munich

### Migliore sceneggiatura
- Larry McMurtry e Diana Ossana - I segreti di Brokeback Mountain (Brokeback Mountain) -
- Neil Jordan - Breakfast on Pluto
- Dan Futterman - Truman Capote - A sangue freddo (Capote)
- Jeffrey Caine - The Constant Gardener - La cospirazione (The Constant Gardener)
- Paul Haggis e Bobby Moresco - Crash - Contatto fisico (Crash)
- George Clooney e Grant Heslov - Good Night, and Good Luck.
- Woody Allen - Match Point
- Tony Kushner ed Eric Roth - Munich

### Miglior fotografia o effetti speciali
- King Kong
- I segreti di Brokeback Mountain (Brokeback Mountain)
- The Constant Gardener - La cospirazione (The Constant Gardener)
- Good Night, and Good Luck.
- Memorie di una geisha (Memoirs of a Geisha)
- Orgoglio e pregiudizio (Pride & Prejudice)
- Sin City
- La guerra dei mondi (War of the Worlds)

### Miglior film in lingua straniera
- Il suo nome è Tsotsi (Tsotsi), regia di Gavin Hood • Sudafrica
- 2046, regia di Wong Kar-wai • Cina
- Un bellissimo paese (The Beautiful Country), regia di Hans Petter Moland • Norvegia
- La caduta - Gli ultimi giorni di Hitler, regia di Oliver Hirschbiegel • Germania
- Kung Fusion, regia di Stephen Chow • Cina
- Old Boy (올드보이), regia di Park Chan-wook • Corea del Sud
- Paradise Now, regia di Hany Abu-Assad • Palestina
- Camminando sull'acqua, regia di Eytan Fox • Israele

### Miglior film di animazione o commedia
- 2 single a nozze - Wedding Crashers (Wedding Crashers), regia di David Dobkin
- 40 anni vergine (The 40 Year-Old Virgin), regia di Judd Apatow
- La sposa cadavere (Corpse Bride), regia di Tim Burton
- Madagascar, regia di Eric Darnell e Tom McGrath
- The Matador, regia di Richard Shepard
- The Producers - Una gaia commedia neonazista (The Producers), regia di Susan Stroman
- Robots, regia di Chris Wedge e Carlos Saldanha
- Wallace & Gromit - La maledizione del coniglio mannaro (The Curse of the Were-Rabbit), regia di Nick Park

### Miglior documentario
- La marcia dei pinguini (La Marche de l'empereur), regia di Luc Jacquet
- The Aristocrats, regia di Penn Jillette e Paul Provenza
- Born Into Brothels, regia di Zana Briski e Ross Kauffman
- Enron: The Smartest Guys in the Room, regia di Alex Gibney
- Grizzly Man, regia di Werner Herzog
- Mad Hot Ballroom, regia di Marilyn Agrelo
- Murderball, regia di Henry Alex Rubin e Dana Adam Shapiro
- The Wild Parrots of Telegraph Hill, regia di Judy Irving

### Film più originale e innovativo
- Sin City, regia di Robert Rodriguez, Frank Miller e Quentin Tarantino
- 2046, regia di Wong Kar-wai
- The Dying Gaul, regia di Craig Lucas
- Junebug, regia di Phil Morrison
- The Pusher (Layer Cake), regia di Daniel Craig
- Me and You and Everyone We Know, regia di Miranda July
- Nessuno lo sa (誰も知らない), regia di Hirokazu Kore'eda
- Thumbsucker - Il succhiapollice, regia di Mike Mills